# アナ行き!
『アナ行き!』（アナゆき）は、テレビ朝日（関東ローカル）にて2018年10月4日（10月3日深夜）から2019年3月28日（3月27日深夜）まで放送されていた探求情報バラエティ番組。

## 概要
本番組は、テレビ朝日のアナウンサーが若手からベテランを問わず街に飛び出し、芸能やスポーツを問わず、あらゆるジャンルに於いて市井の人々の中から一躍世に躍り出てブレークしそうな人物を探し回る探求情報バラエティ番組である。
番組ではTikTokとのコラボレーションする形でTikTok公式アカウントを開設し、出演者の一人である弘中綾香（テレビ朝日アナウンサー）が動画作成を学びながらコスプレにチャレンジするなど、様々な形での動画を投稿し、番組のPR活動や出演者募集なども行っていく。

## 出演
いずれも、テレビ朝日アナウンサー。
- 清水俊輔
- 弘中綾香
- 井澤健太朗
- 山本雪乃

etc

## 放送時間
- 毎週木曜日 1:59 - 2:24（水曜日深夜、関東ローカル）
- テレ朝チャンネル1でも2ヶ月遅れの12月1日より放送されている。
- 新潟テレビ21では、遅れネットで2018年10月17日から2019年1月30日まで水曜 1:30 - 2:00（火曜深夜）に放送していた。

## スタッフ
- ナレーター：木村良平（声優）
- 構成：樋口卓治、都築浩、小杉四駆郎
- EED：中村哲夫（TSP）
- MA：公文竜之介（TSP）
- 音効：古谷睦
- リサーチ：下川悟、栗原潤
- 協力：第一興商
- 制作協力：エスピーボーン
- 編成：西岡佐知子
- 宣伝：西田沙希
- デスク：薮田早加
- 統括：奥川晃弘
- 制作スタッフ：楠田康平、大津彩椰、三宅海斗
- ディレクター：河村啓司、山脇達雄、眞木大輔、長谷川嘉紀、池上健介、酒井祐貴
- アシスタントプロデューサー：竹山知子、渡辺敦哉、鈴木園子、反り目尚美、加藤朗紀子
- チーフディレクター：川跡友里
- プロデューサー：船引貴史、矢﨑浩司、北村麻美、徳江長政（エスピーボーン）
- ゼネラルプロデューサー：樋口圭介
- 制作著作：テレビ朝日